# Roberto Regazzi

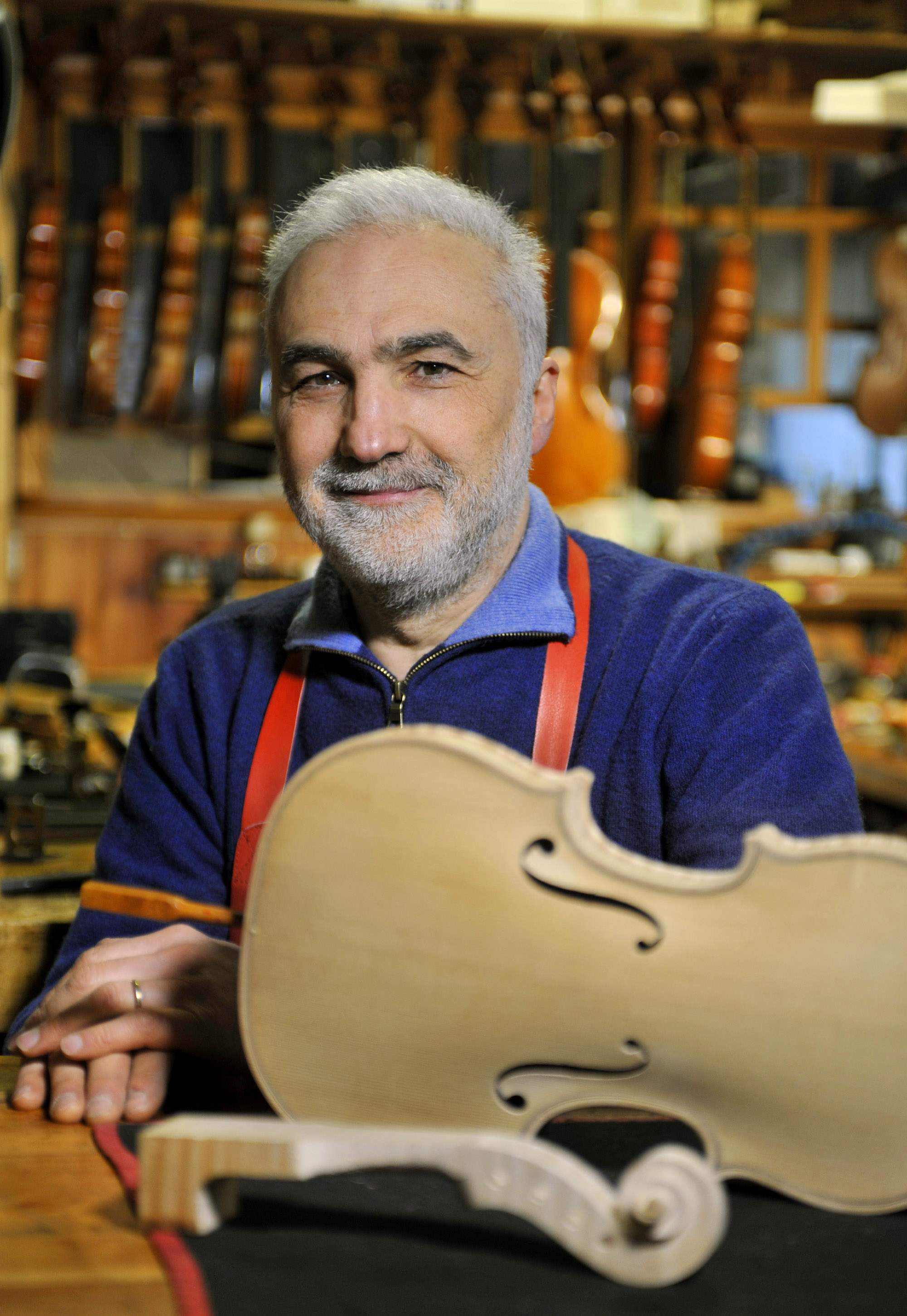
Roberto Regazzi in 2017

Roberto Regazzi (Bologna, 20 augustus 1956) is een Italiaans vioolbouwer. 

## Levensloop
Belangrijke en zeer getalenteerde vioolbouwer. Hij leerde de vioolbouwkunst bij Otello Bignami in Bologna begin jaren tachtig van de 20e eeuw.
Hij is een van de meest productieve en actieve vioolbouwers in Bologna.
Wereldberoemd door de prachtige klank van zijn instrumenten, hij was verschillende keren president van gespecialiseerde organisaties zoals de "European Association of Violin and Bow Makers". Zijn violen hebben de typische Italiaanse klank.
Vanaf het jaar 2000 bouwt hij naar de modellen van Guarneri del Gesù, met het resultaat van een heldere zoete zeer dragende klank.

## Onderscheiding
In 2006 eerde de kamer van koophandel in Bologna Roberto Regazzi met een onderscheiding voor zijn langjarige succesvolle en cultureel waardevolle activiteiten in zijn stad: “Maestro dell’Artigianato”.

## Instrumenten

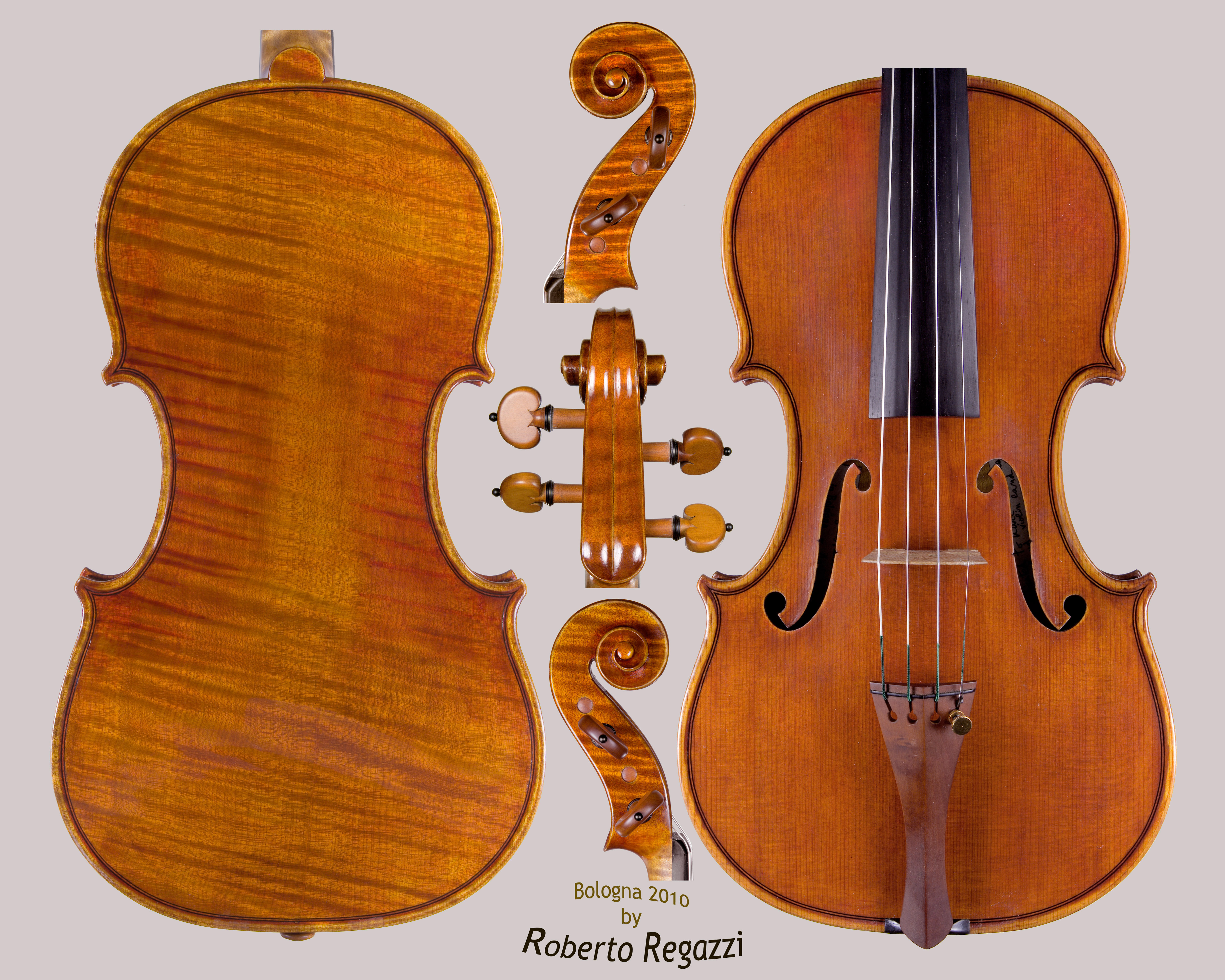
2010 viool

Zijn instrumenten zijn in het bezit van en worden bespeeld door beroemde violisten zoals: Boris Belkin, Anne-Sophie Mutter, Joaquin Palomar, Ruggiero Ricci, Chikashi Tanaka, Salvatore Greco, Giovanni Adamo, Domenico Nordio, Franco Gulli, Riccardo Brengola en vele anderen.

## Publicaties
- In occasione del 250º anniversario della morte di Antonio Stradivari per onorare la figura di Giuseppe Fiorini, Bazzano, 1987
- In memorium van Ansaldo Poggi, Bologna, Florenus 1994
- The Complete Luthier's Library (De complete vioolbouwers bibliotheek), Bologna, Florenus 1990
- The Manuscript on Violin Making door G.A. Marchi - Bologna 1786, Bologna, Arnaldo Forni 1986
- A Life of Artistry - Sketches van Otello Bignami vioolbouwer in Bologne 1914-1989, met Roberto Verti, Adriano Cavicchi en Giovanna Benzi, Bologna, Florenus 1991
- Classic Violin-making in Piedmonte, Bologna, Florenus 1991
- Lutherie in Bologna: Roots & Success, met Sandro Pasqual, Bologna, Florenus 1998
- The Magic of Wood, geïnterviewd door Linda Johnston, met o.a.Rudolf Koelman, Genova, Dynamic 2005, ook uitgegeven in Japan.
- The Sound of Bologna, Bolognese Vioolbouw tussen 1800 en 1900 - Events dedicated to Raffaele Fiorini and de Vioolmakerstraditie van de stad. Bologna, Florenus 1991 Bologna, December 7-22, 2002, Kunst en Historie Collecties Cassa di Risparmio Foundation in Bologna San Giorgio in Poggiale, met William Bignami, Gabriele Carletti, Alberto Giordano, Giancarlo Guicciardi, Sandro Pasqual, Mariarosa Pollastri, Duane Rosengard, Pietro Trimboli and Alessandro Urso